# 地球有限主義
地球有限主義（ちきゅうゆうげんしゅぎ）とは、地球を一種の閉じた有限の世界と考える、環境倫理学の3つの基本主張の1つ。「地球全体主義」とも呼ぶ。また、仮説と考えて「地球有限論」「地球有限説」とも呼ぶ。
有限な地球の中で、資源は限られたものであり、あらゆる人間活動が環境問題を起こしうることを考えると、人類の持続的な生存や発展のためには、資源や環境問題などの制約要因に配慮していかなければならないという考え方。したがって、資源を使い環境問題を起こしている人間にはそれを配慮する責任がある、という考え方が導き出される。

## 有限な地球でどうすべきか
資源や環境問題に配慮しながらどうやって人類活動を進めていくべきか、という方法については、いくつかの種類が考えられる。というのも、現実の地球では、資源や環境汚染被害は言うまでもないが、財産や権力といったものの保有の度合いが、各々や集団（例えるならば国家）によって異なるという問題があるからである。この状態では、配分的正義（平等）をどれだけ通せるかということが問題となる。
地球規模での再配分を実現して平等を完全に貫き通した場合、全人類が必要最小限度で制約の非常に多い生活を強いられるしかない（バックミンスター・フラーやクリスティン・シュレーダー・フレチェットらの宇宙船倫理）。しかし、さもなくば好き放題の生活をして近い将来に破滅を迎える。前者は実現性が非常に低く、後者も考えにくい。そこで平等に関して妥協した方法が考えられる。ギャレット・ハーディンが唱えた救命ボート倫理は多数の犠牲の上に少数が生存していくというものであり、不平等性から強い批判を受けざるを得ないが、緊急問題であれば力の面や人類という「種」の生存維持の面から考えられうる。
結局、倫理的には宇宙船倫理に近いものがよいとされるようになった。個人間や集団間でのバランスを重視しながら、現実の生活を見直していくものである。これに関連して、特に社会的弱者が環境被害を受けやすいことを考慮してバランスをとろうとする考え方を環境的正義（環境正義）という。

## 地球有限主義の位置づけ
限りなく開発を行い、資源を浪費し、経済の拡大を最優先する過去のフロンティア倫理に対して、それに代わり得る理想的な考え方であるとされる。一方で、これをエコファシズムであると批判する声もある。
経済学的には、外部不経済の状態にある今の市場経済を、内部化によって外部経済に修正していく考えと解釈できる。
環境倫理のほかの基本主張との関係はこうなる。ひとりひとりの人間は、さまざまな事物に経済的価値、健康・快楽といった幸福などの、価値を認めている。それは各人間や人類全体が幸福に生きていくという目的につながる。この達成において、環境問題は足かせとなる。そこで、自然や資源に価値を認めてそれを守るという目的を見出し、2つの価値や目的を比較しながら考え行動していくことで、足かせを無くそうというのが「自然の生存権」や「地球有限主義」である。そして、これらを長期的視点で考えようというのが「世代間倫理」である。